# Stazione di Argenteuil
La stazione di Argenteuil (in francese Gare de Argenteuil) è una stazione ferroviaria situata nel comune di Argenteuil, nel dipartimento della Val-d'Oise.

## Storia
La stazione fu inaugurata nel 1863 dalla Compagnie des chemins de fer du Nord.

## Movimenti
La stazione è servita dai treni della linea J del Transilien.